# Åsgreina
Åsgreina (eller Åsgrenda) är en tätort i Nannestads kommun i Akershus fylke i sydöstra Norge. Tätorten hade 1 456 i invånarantal den 1 januari 2022.